# Campeonato da Turquia de Ciclismo Contrarrelógio
Os Campeonatos da Turquia de Ciclismo Contrarrelógio organizam-se anualmente e ininterruptamente desde o ano 2008 para determinar o campeão ciclista da Turquia de cada ano, na modalidade.
O título outorga-se ao vencedor de uma única corrida, na modalidade de Contrarrelógio individual. O vencedor obtém o direito a portar um maillot com as cores da Bandeira da Turquia até ao campeonato do ano seguinte, somente quando disputa provas Contrarrelógio.

## Palmarés

### Elites
| Ano  | Ganhador                | Segundo                 | Terceiro         |
| ---- | ----------------------- | ----------------------- | ---------------- |
| 2007 | Eugen Wacker            | Pavel Nevdakh           | Behçet Usta      |
| 2008 | Kemal Küçükbay          | Nevzat Kiral            | Mert Mutlu       |
| 2009 | Eyup Karagöbek          | Mustafa Sayar           | Miraç Kal        |
| 2010 | Kemal Küçükbay          | Muhammet Eyüp Karagöbek | Nevzat Kiral     |
| 2011 | Mert Mutlu              | Muhammet Eyüp Karagöbek | Kemal Küçükbay   |
| 2012 | Muhammet Eyüp Karagöbek | Rasim Reis              | Uğur Marmara     |
| 2013 | Bekir Baki Akırşan      | Feritcan Şamlı          | Muhammet Atalay  |
| 2014 | Ahmet Örken             | Bekir Baki Akırşan      | Miraç Kal        |
| 2015 | Ahmet Örken             | Bekir Baki Akırşan      | Rasim Reis       |
| 2016 | Ahmet Örken             | Feritcan Şamlı          | Mustafa Sayar    |
| 2017 | Ahmet Örken             | Feritcan Şamlı          | Onur Balkan      |
| 2018 | Ahmet Örken             | Muhammet Atalay         | Feritcan Şamlı   |
| 2019 | Ahmet Örken             | Onur Balkan             | Mustafa Sayar    |
| 2020 | Mustafa Sayar           | Oğuzhan Tiryaki         | Emre Yavuz       |
| 2021 | Ahmet Örken             | Oğuzhan Tiryaki         | Mustafa Sayar    |
| 2022 | Ahmet Örken             | Burak Abay              | Ouğuzhan Tiryaki |

### Esperanças
| Ano  | Ganhador       | Segundo     | Terceiro       |
| ---- | -------------- | ----------- | -------------- |
| 2015 | Ahmet Örken    | Onur Balkan | Feritcan Şamlı |
| 2016 | Feritcan Şamlı | Onur Balkan | Serkan Balkan  |